# Hvid chokolade
Hvid chokolade er et næringsmiddel, hvori de vigtigste ingredienser er kakaofedt, mælk, sukker og almindeligvis vanilje. I modsætning til almindelig (brun) chokolade indeholder hvid chokolade ikke kakaomasse. Kakaofedt er den ingrediens, som bruges i andre chokolader og gør, at de holder sig faste i rumtemperatur, men smelter i munden (det smelter ved ca. 35 grader
). Hvid chokolade har derfor egenskaber, som ligner andre chokolader, men uden at have den samme smag. Nogle mener alligevel, at smagen minder meget om mælkechokolade.
Hvid chokolade blev først lavet i Schweiz efter første verdenskrig. Den blev distribueret i USA i 1984, da Nestlé lancerede sin »Alpine White Chocolate bar«, som kombinerede hvid chokolade og mandler.